# Maderasaus

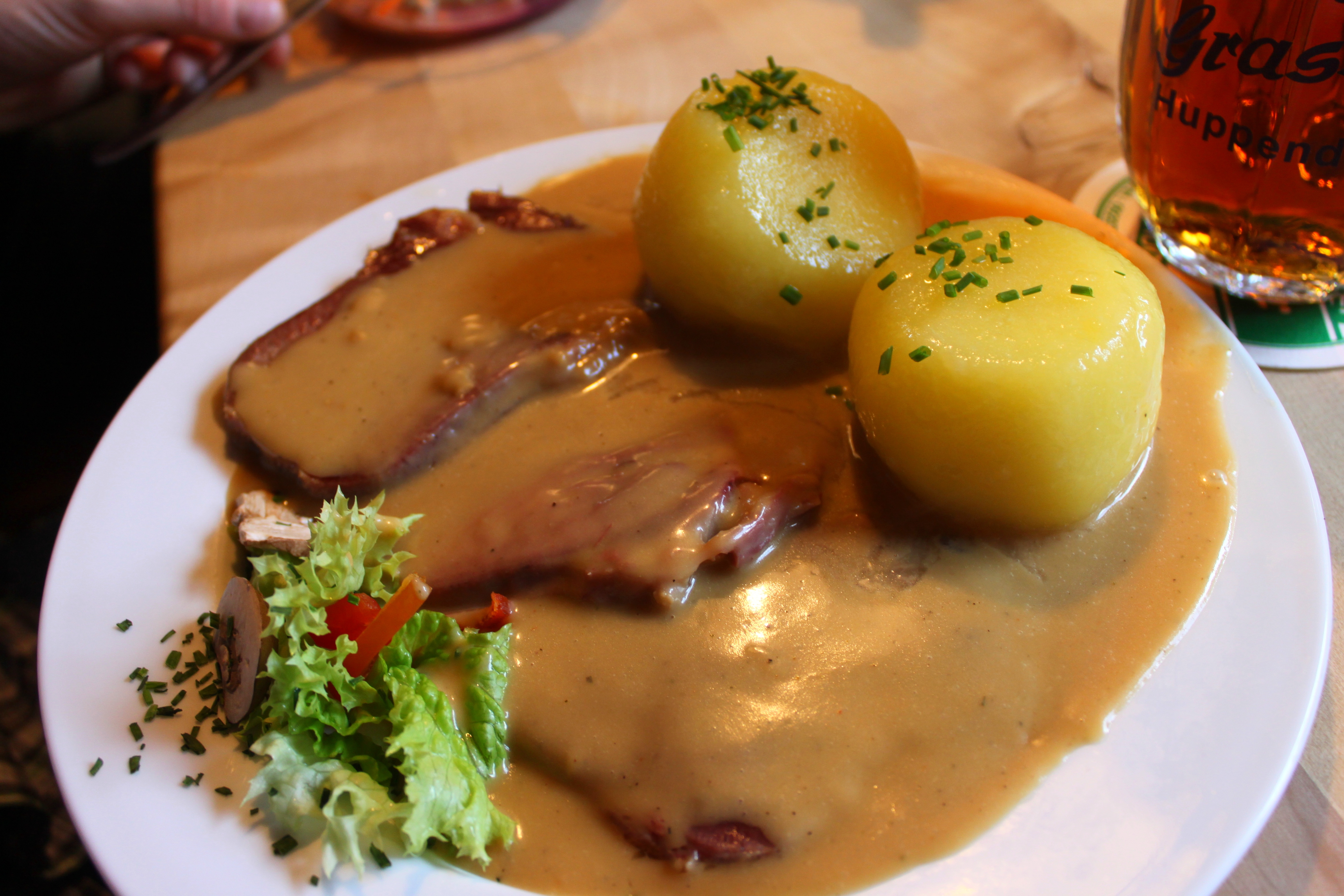
Ossentong in maderasaus

Maderasaus is een saus op basis van demi-glace en madera, al dan niet getomateerd.
Het is een saus die goed geserveerd kan worden bij gebakken vlees, zoals biefstuk, in de klassieke keuken vooral bij ossentong.